# Seznam osebnosti iz Občine Moravske Toplice
V seznam osebnosti iz Občine Moravske Toplice so vključene osebe, ki so se rodile, delovale ali umrle v Občini Moravske Toplice.

## Do 19. stoletja
- Štefan Bachich (1749, Tešanovci 1810, Nemeskér): evangeličanski duhovnik, senior na Madžarskem
- Blaž Berke (1754, Kančevci – 1821, Hodoš): evangeličanski duhovnik pesnik in pisatelj, plemič
- Ferenc Berke (1762/63/64, Sebeborci – 1840/41, Puconci): evangeličanski duhovnik, senior pisatelj, plemič
- Adam Farkaš (1730, Suhi Vrh – 1786, Šopron): profesor in direktor šopronskega bogoslovnega liceja, ustanovitelj štipendijskega sklada za slovenske dijake pri prej omenjenem liceju, rektor, pesnik
- Mikloš Küzmič (1737, Dolnji Slaveči – 1804, Kančevci): duhovnik, pisatelj, prevajalec, narodni buditelj in dekan
- Agost Peter Lutharič (okoli 1708, Ivanovci – 1751): evangeličanski duhovnik, nabožni pisec, zdravnik, napisal knjigo Doktorsko znanje knjig

## 19. stoletje
- Štefan Baler (1760, Lončarovci – 1835/1837, Porrogszentkirály): evangeličanski duhovnik, pesnik, pisatelj, kantor
- Mihael Berke (1843, Tešanovci  – 1895, Murska Sobota: posestnik, plemič
- Jožef Borovnjak (1826, Ivanovci – 1909, Cankova): duhovnik, pisatelj
- France Cesar - Ferko (1910, Bogojina – 1943, Škofljica): pravnik in član vodstva Akademskega kluba straža
- Franc Ivanocy (1875, Ivanovci – 1913, Tišina): duhovnik, začetnik prekmurskega katoliškega tiska Marijin list, Kalendar srca Jezusovoga, Novine slovenske krajine
- Jánoš Kardoš (1801, Noršinci – 1873, Hodoš): evangeličanski duhovnik, pisatelj in prevajalec
- Peter Kolar (1855, Ratkovci – 1907/1908, Beltinci): nabožni pisatelj
- Jožef Košič (1788, Bogojina – 1867 Gornji Senik): duhovnik, pisatelj, etnolog, pesnik in zgodovinar
- Franc Novak (1791, Tešanovci – 1836, Turnišče): župnik, ljudski zbiralec in pisatelj na Ogrskem
- Ivan Pintarič (1910, Bogojina – 1988): zdravnik ortoped in travmatolog
- Jožef Pusztai (1864, Beltinci – 1934, Beltinci): učitelj v Martjancih, organist, komponist, urednik pesmarice in koledarja
- Aleksander Terplan (1816, Ivanovci – 1858, Puconci): evangeličanski duhovnik, prevajalec, avtor šolskih in nabožnih knjig

## 20. stoletje
- Ivan Baša (1875, Beltinci – 1931, Bogojina): duhovnik, buditelj prekmurskega ljudstva, pisec v Kleklove edicije, urednik in prevajalec, dal zgraditi cerkev v Bogojini
- Franc Bajlec (1902, Bogojina – 1991): odvetnik, v 30. letih banski svetnik in narodni poslanec, pisec v Kleklov periodični časopis
- Jožef Benko (1889, Tešanovci – 1945, Murska Sobota): medvojni slovenski industrialec, veleposestnik in politik, društveni zanesenjak, častni občan Občine Moravske Toplice
- Ivan Camplin (1912, Bogojina – 2008): duhovnik, pesnik in pisatelj, urednik Kleklovih Novin, deloval tudi med  porabskimi Slovenci
- Ludvik Čarni (1931, Ivanovci – 1996, Ljubljana): sociolog
- Ladislav Danč (1932, Prosenjakovci – 1979): akademski slikar
- Josip Dravec (1912, Martjanci – 1996): zbiratelj prekmurskih in prleških pesmi v znanstveni izdaji
- Štefan Flisar - Sandi (1951, Moravske Toplice – 2004): pesnik, soustanovitelj prve turistične kmetije]]
- Jožef Gjuran (1913, Gomilica – 1990): duhovnik, pisec humorističnih zgodb v katoliški koledar Stopinje, slikar samouk, notranje urejal cerkev v Bogojini po Plečnikovih navodilih
- Alex Kardoš (1896, Andrejci – 1985, Sebring): tiskar, založnik in urednik v Združenih državah Amerike
- Franc Klar (1896, Ivanci – 1967): zdravnik in politik
- Jožef Kuhar (1914, Moravske Toplice – 2005): inšpektor Evangeličanske cerkve v Sloveniji, nosilec ideje, da na moravskih izvirih zrastejo toplice, častni občan Občine Moravske Toplice
- Floriš Kühar (1893, Prosenjakovci – 1943, Budimpešta: madžarski verski zgodovinar, benediktinski menih, visokošolski učitelj
- Adam Luthár (1886, Sebeborci – 1972, Maribor): evangeličanski duhovnik, pisatelj, urednik tednika Düševni list in Evangeličanskega kalendarja
- Ignac Maučec (1914, Bogojina – 1978): organist, pevovodja in skladatelj
- Jože Maučec (1907, Bogojina – 1972, Ptuj): geograf, zgodovinar, publicist, urednik in dolgoletni glavni organizator karnevalskih prireditev na Ptuju
- Franc Ošlaj (1883, Filovci – 1932, Budimpešta): zgodovinar in profesor
- Jožef Ošlaj (1879, Filovci – 1962): pater, znan pod imenom pater Oswald, teološki pisec
- Ludvik Olas (1930, Sebeborci – 2002, Maribor): geograf, nekdanji ravnatelj Pokrajinske in študijske knjižnice v Murski Soboti, višji predavatelj na Pedagoški fakulteti v Mariboru, častni občan Občine Moravske Toplice
- Jože Petek (1920, Filovci – 1993, Luče): novinar, pisec povesti iz kmečkega življenja in kratke proze

## 21. stoletje
- Janez Balažic (1958, Sebeborci): likovni kritik, umetnostni zgodovinar, muzealec, urednik in častni občan Občine Moravske Toplice
- Robi Černelč (1970, Filovci): akademski slikar in režiser
- Geza Dora (1933, Motvarjevci): glasbenik, dolgoletni vodja folklorne skupine kulturnega društva József Attila in častni občan Občine Moravske Toplice
- Geza Džuban (1943, Moravske Toplice): poslanec v Državnem zboru Republike Slovenije in častni občan Občine Moravske Toplice
- Olga Gutman (1944, Vučja Gomila): pisateljica in pravljičarka
- Franc Habe (1943, Martjanci): genetik, zootehnik/hipolog, koordinator za genetski resurse pri FAO
- Branko Kerman (1963, Filovci): arheolog, kustos, muzejski svetnik
- Anton Klar (1952, Ivanci): profesor informatike in robotike na Visoki strokovni šoli Univerze za uporabne znanosti v Bielefeldu
- Metka Lajnšček (1969, Moravske Toplice): novinarka, diplomatka
- Janez Malačič (1950, Kančevci): demograf, predavatelj na Ekonomski fakulteti v Ljubljani
- Jožef Smej (1922, Bogojina -- 2020, Maribor?): škof, teolog, pesnik, pisatelj, prevajalec in častni občan Občine Moravske Toplice
- Ludvik Sosič (1948, Noršinci): urednik založbe v Murski Soboti, častni občan Občine Moravske Toplice
- Jože Vugrinec (1945, Bogojina): bibliotekar, urednik, publicist, slavist in častni občan Občine Moravske Toplice

## Osebnosti od drugod
- Jože Plečnik (1872, Ljubljana – 1957, Ljubljana ): arhitekt, naredil načrt za cerkev Gospodovega vnebohoda v Bogojini
- Janez Mežan (1897, Spodnji Brnik – 1972, Ptuj): slikar, njegovo najpomembnejša sakralna dela so v cerkvi Gospodovega vnebohoda v Bogojini: oltarna podoba in križev pot, prav tako je poslikal kapelo Marije Pomočnice kristjanov v Filovcih
- Štefan Hauko (1935): slikar, restavrator in konservator poslikal kapelo sv. Janeza Krstnika v Ivancih s prizori iz Jezusovega krsta v reki Jordan
- Johannes Aquila (konca 14. stol): mojster stenskih poslikav, poslikal cerkev sv. Martina v Martjancih
- Aleksander Vukan Šanji (1974, Maribor –): slikar, ki živi in ustvarja v Moravskih Toplicah

## Znamenitosti
- Cerkev Gospodovega vnebohoda v Bogojini
- Penova klet v Filovcih
- Magdina hiša v Filovcih
- Lončarska vas v Filovcih
- Dom duhovnosti Kančevci v Kančevcih
- Zavetišče Mala hiša v Lukačevcih
- Cerkev sv. Martina v Martjancih
- Terme 3000 v Moravskih Toplicah
- Evangeličanska cerkev v Moravskih Toplicah
- Rotunda v Selu
- Doživljajsko turistični center Oaza zdravja v Tešanovcih

## Po osebnostih poimenovano
- Kulturno umetniški društvo Jožef Košič v Bogojini
- Košičevi dnevi v Bogojini
- Evangeličanski mladinski dom Primož Trubar v Moravskih Toplicah
- Spominski park Josipa Benka v Tešanovcih

## Vri
- Jože Vugrinec. Občina Moravske Toplice: bogastvo naših vasi. Moravske Toplice: Občina, 2010.[mrtva povezava] v sistemu COBISS
- Pomurski muzej.si[mrtva povezava]
- Pomurci.si[mrtva povezava]